# WASP-7
WASP-7 (HD 197286) — звезда в созвездии Микроскопа на расстоянии приблизительно 456 световых лет от нас. Вокруг звезды обращается, как минимум, одна планета.

## Характеристики
Впервые в астрономической литературе звезда упоминается в каталоге Генри Дрейпера под наименованием HD 197286. Однако в последнее время, в связи с открытием планеты у данной звезды, более распространено наименование WASP-7, данное командой исследователей из проекта SuperWASP.
WASP-7 представляет собой звезду главной последовательности 9,51 видимой звёздной величины. Её масса и радиус равны 1,28 и 1,23 солнечных соответственно. Температура поверхности звезды составляет приблизительно 6400 кельвинов.

## Планетная система
В 2008 году группой астрономов, работающих в рамках программы SuperWASP, было объявлено об открытии планеты WASP-7 b в системе. Это типичный горячий юпитер, обращающийся очень близко к родительской звезде. Год на ней длится всего лишь 4,9 суток. Открытие планеты было совершено транзитным методом.